# Margaritaria indica
Margaritaria indica là một loài thực vật có hoa trong họ Diệp hạ châu. Loài này được (Dalzell) Airy Shaw mô tả khoa học đầu tiên năm 1966.

## Hình ảnh

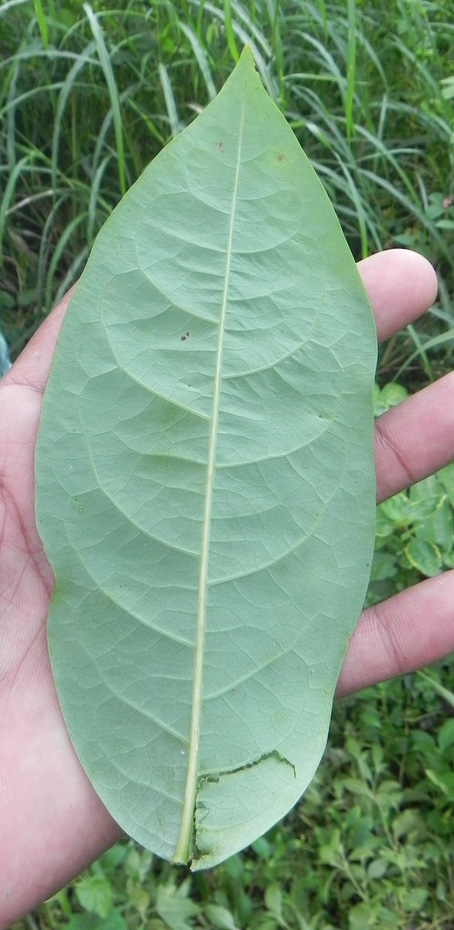
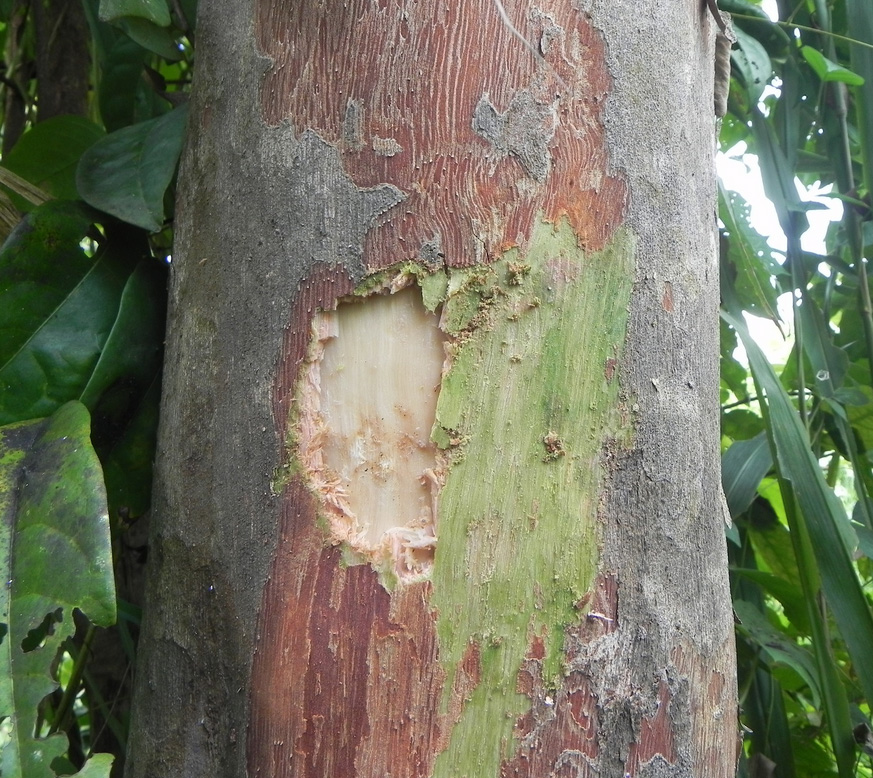
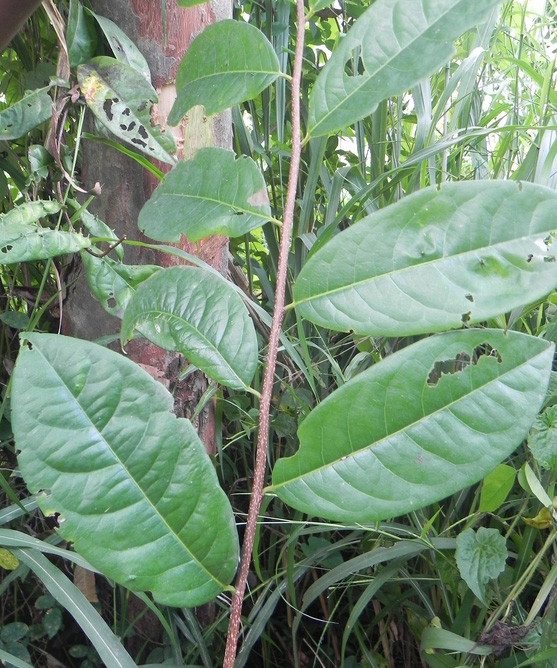
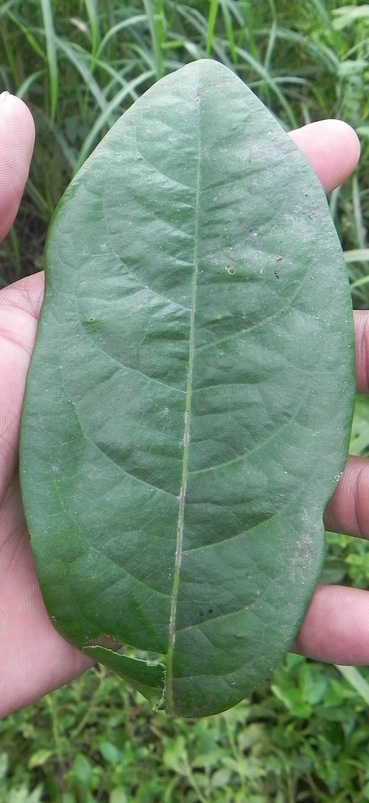